# Le Cri du hibou
Le cri du hibou és una pel·lícula dirigida per Claude Chabrol, estrenada el 1987.

## Argument
Després de separar-se de la seva dona, Robert se'n va a Vichy on observarà Juliette des del seu ull de dibuixant. El promès de Juliette, Patrick, és gelós i ataca Robert quan esdevé el principal sospitós quan Juliette desapareix.

## Repartiment
- Christophe Malavoy: Robert
- Mathilda May: Juliette
- Jacques Penot: Patrick
- Jean-Pierre Kalfon: el comissari
- Virginie Thévenet: Véronique
- Patrice Kerbrat: Marcello
- Jean-Claude Lecas: Jacques
- Agnès Denèfle: Suzie